# Minuskuł 39
Minuskuł 39 (wedle numeracji Gregory—Aland), A140 (von Soden) – rękopis Nowego Testamentu pisany minuskułą na pergaminie w języku greckim z XI wieku. Przechowywany jest w Paryżu.

## Opis rękopisu
Kodeks zawiera tekst czterech Ewangelii, na 288 pergaminowych kartach (33,5 cm na 26 cm).
Tekst ewangeliczny opatrzony został komentarzem (catena).
Tekst Ewangelii dzielony jest według κεφαλαια (rozdziały) oraz według Sekcji Ammoniusza, których numery umieszczono na marginesie. Tekst ewangelii zawiera τιτλοι (tytuły) do rozdziałów.

## Tekst
Grecki tekst Ewangelii reprezentuje bizantyńską tradycję tekstualną. Aland zaklasyfikował go do kategorii V.
Nie zawiera tekstu Mt 16,2b-3 (znaki czasu) i Pericope adulterae (J 7,53-8,11).

## Historia
Paleograficznie rękopis datowany jest przez INTF na wiek XI. Rękopis został sporządzony na górze Athos.
Johann Jakob Wettstein wciągnął go na listę rękopisów Nowego Testamentu.
Rękopis badał Scholz, Burgon oraz Paulin Martin.
Obecnie przechowywany jest we Francuskiej Bibliotece Narodowej (Coislin Gr. 23) w Paryżu.